# Bulbophyllum
Genre
Bulbophyllum est  un genre de plantes à fleurs de la famille des Orchidaceae (les orchidées) originaire des régions subtropicales et tropicales d'Asie, d'Australie, de Nouvelle-Zélande, de Nouvelle-Calédonie, d'Afrique et d'Amérique. La plupart des espèces sont des plantes épiphytes ou lithophytes. En nombre d'espèces, c'est le plus grand genre dans la famille des orchidées et l'un des plus grands du règne végétal. Il compte plus de 2000 espèces dans des biotopes variés.

## principales espèces
On peut citer les espèces suivantes comme exemples de l'extrême variété des formes florales et végétatives que l'on peut trouver dans ce genre:
- Bulbophyllum beccarii
- Bulbophyllum barbigerum
- Bulbophyllum carunculatum
- Bulbophyllum echinolabium
- Bulbophyllum falcatum
- Bulbophyllum fletcherianum
- Bulbophyllum forrestii
- Bulbophyllum globuliforme
- Bulbophyllum macphersonii
- Bulbophyllum medusae
- Bulbophyllum minutissimum
- Bulbophyllum nocturnum
- Bulbophyllum nutans
- Bulbophyllum sarcophyllum